# La Torre del Río
La Torre del Río, localizada cerca del río Palancia, en la Partida de la Torre, en Viver, en la comarca del Alto Palancia, es una atalaya o torre vigía, catalogado, de manera genérica (bajo la protección de la Declaración genérica del Decreto de 22 de abril de 1949, y la Ley 16/1985 sobre el Patrimonio Histórico Español), como Bien de Interés Cultural, con anotación ministerial R-I-51-0011059, y fecha de anotación 16 de junio de 2003.

## Descripción
Se trata de una construcción de origen incierto aunque existe la hipótesis de que posee cimentación de época romana, que tendría su origen en un asentamiento romano en la zona, lo cual puede avalarse por la presencia de una lápida romana en las proximidades, llegándose incluso a considerar que hubiera un ramal de la Vía Augusta en los alrededores de la torre.
Parece que en época de la dominación musulmana fue reconstruida y que debió desempeñar, por su situación estratégica, funciones de vigilancia, bajo el control del castillo de Jérica, al igual que haría más tarde cuando pasara a manos de cristianos.
Su estado de conservación es malo, pero todavía puede distinguirse su planta cilíndrica, y para su construcción se utilizó mampostería irregular, lo que supone que las piedras estaban poco o nada trabadas con mortero, que se hacía con cal y grava. Las dimensiones de la torre parece que se acercaban a los tres metros de diámetro.

## Bibliografía

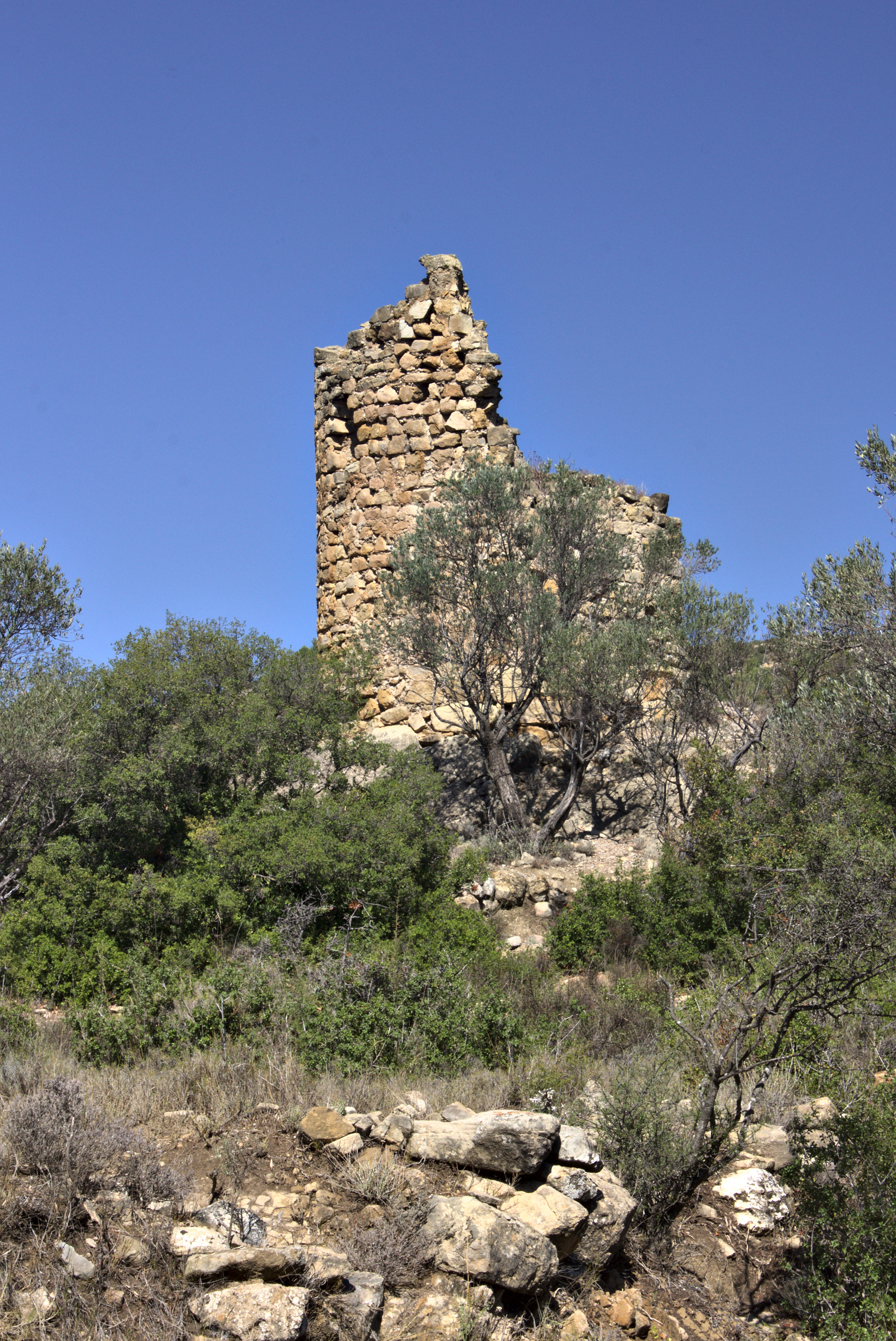
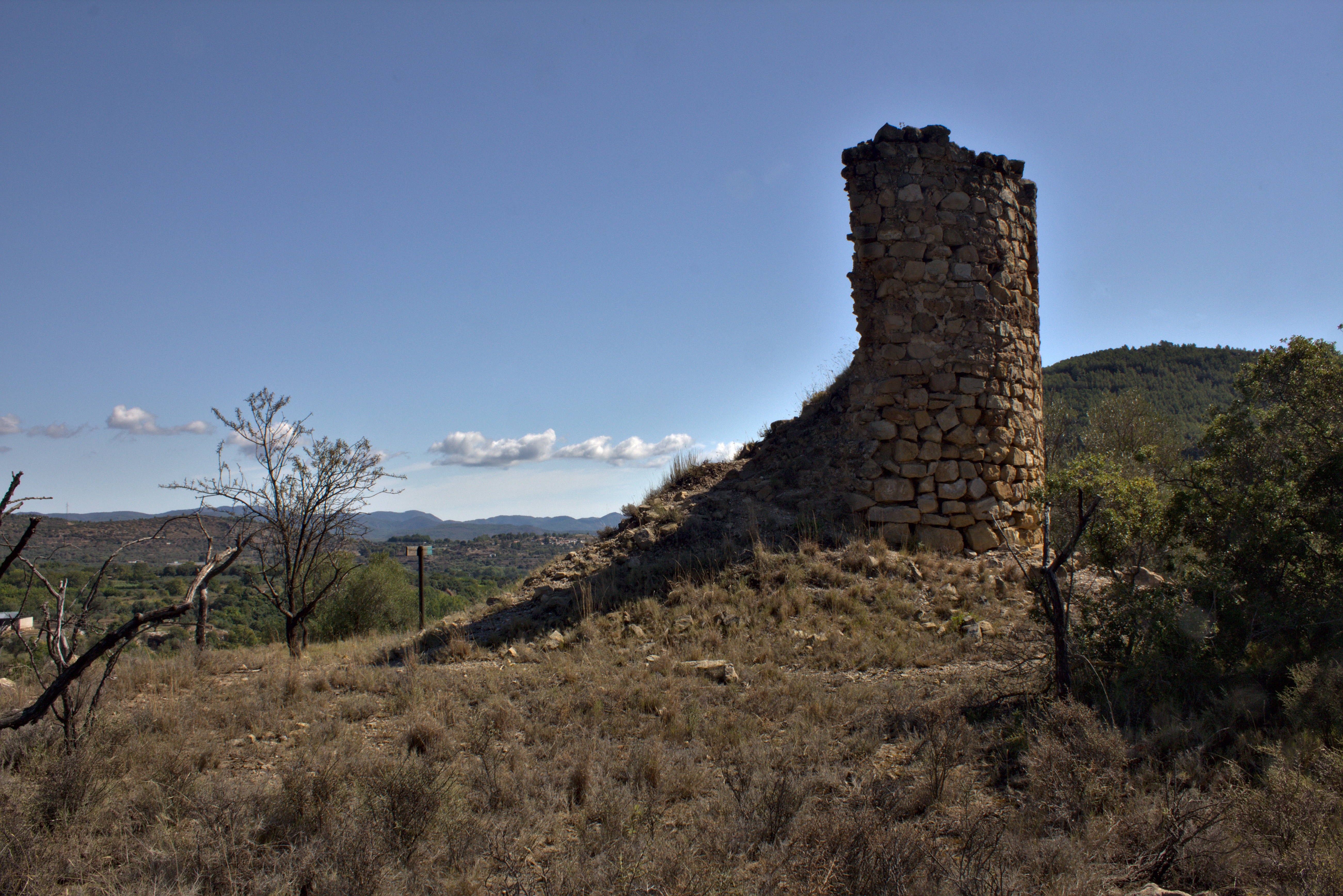